# Давиденко Петро Олексійович
Петро́ Олексі́йович Давиде́нко (3 липня 1996) — український самбіст, чемпіон України і Європи з бойового самбо, багаторазовий призер світових та континентальних першостей. Майстер спорту України міжнародного класу з бойового самбо.

## Біографія
Займатися боротьбою почав в Оратівській ДЮСШ у тренера Миколи Беренговича.
У 2017 році на чемпіонаті Європи із самбо у Мінську (Білорусь) виборов бронзову медаль з бойового самбо у ваговій категорії до 90 кг.
У 2019 році на чемпіонаті Європи із самбо в Хіхоні (Іспанія) виборов срібну медаль з бойового самбо у ваговій категорії до 90 кг, поступившись у фіналі Роману Єгорову (Росія). Того ж року на чемпіонаті світу із самбо в Сеулі (Південна Корея) виборов бронзову медаль з бойового самбо у ваговій категорії до 90 кг.
У 2020 році на чемпіонаті світу із самбо у Новий Сад (Сербія) виборов бронзову медаль з бойового самбо у ваговій категорії до 90 кг.
У 2021 році на чемпіонаті Європи із самбо в Лімасолі (Кіпр) виборов золоту медаль з бойового самбо у ваговій категорії до 88 кг, перемігши у фіналі Євгенія Алексієвіча (Білорусь). Того ж року на чемпіонаті світу із самбо у Ташкенті (Узбекистан) виборов бронзову медаль з бойового самбо у ваговій категорії до 88 кг.
У 2024 році на чемпіонаті Європи із самбо в Новий Сад (Сербія) виборов золоту медаль з бойового самбо у ваговій категорії до 88 кг, перемігши у фіналі Саїда Саїдова (Росія).
Проходить службу в лавах Національній гвардії України, має звання старший лейтенант. Наразі тренується у Вінниці під керівництвом тренера Івана Нагорняка.